# 134099 Rexengelhardt
134099 Rexengelhardt este o planetă minoră (asteroid) din centura de asteroizi. A fost descoperită pe 11 decembrie 2004 la Catalina Station⁠(d) de Catalina Sky Survey. 
Obiectul prezintă o orbită caracterizată de o semiaxă mare de 3,1112357202185 UAi, o excentricitate de 0,04, o înclinație de 16,3 ° în raport cu ecliptica.